# Colobosauroides cearensis
Colobosauroides cearensis är en ödleart som beskrevs av  Osvaldo Rodrigues da Cunha LIMA-VERDE och LIMA 1991. Colobosauroides cearensis ingår i släktet Colobosauroides och familjen Gymnophthalmidae. Inga underarter finns listade i Catalogue of Life.